# Rinaldo Cruzado
Pour les articles homonymes, voir Cruzado.
Rinaldo Cruzado, né le 21 septembre 1984 à Lima au Pérou, est un footballeur péruvien jouant au poste de milieu de terrain.

## Carrière

### En club
Formé durant sa jeunesse à l'Academia Tito Drago de Lima, Rinaldo Cruzado commence sa carrière à l'Alianza Lima où il remporte trois championnats du Pérou en 2003, 2004 et 2006. Transféré aux Grasshopper de Zurich en 2006, il y reste deux ans avant de rentrer aux pays pour jouer au Sporting Cristal. 
En 2008 il s'expatrie de nouveau en direction de l'Iran afin de jouer pour l'Esteghlal Téhéran. Il remporte l'Iran Pro League lors de la saison 2008-2009 mais ne joue pratiquement pas de la saison. Sa deuxième saison est plus convaicante (17 matchs joués) mais il quitte le club iranien pour revenir au Pérou, au Juan Aurich. 
Cruzado rejoint ensuite le club italien du Chievo Vérone en août 2011, avant la fin de la saison régulière qui voit le Juan Aurich être sacré champion de D1 pour la première fois de son histoire.
Expatrié du Pérou depuis cette date, Cruzado reste deux saisons au Chievo Vérone puis revient en 2013 en Amérique du Sud, au Newell's Old Boys, avec lequel il remporte le championnat d'Argentine cette même année. En 2014, il joue au Nacional de Montevideo. 
En 2015, il finit par rentrer au Pérou, à l'Universidad César Vallejo, club qui est relégué en 2016. Il signe en 2017 pour l'Alianza Lima, club de ses débuts, où il remporte le championnat cette même année. Il y reste jusqu'en 2020 avant de poursuivre sa carrière à l'Alianza Atlético en 2021.
Inactif en 2022, il reprend du service en 2023 au sein de l'Universidad San Martín de Porres en 2e division péruvienne.

### En équipe nationale
Rinaldo Cruzado compte 42 capes en équipe nationale du Pérou (deux buts marqués). Il dispute notamment la Copa América 2011 où son équipe se hisse à la 3e place.
Il joue également 11 matchs comptant pour les tours préliminaires des coupes du monde 2010 et 2014.

#### Buts en sélection
| Buts en sélection de Rinaldo Cruzado | Buts en sélection de Rinaldo Cruzado | Buts en sélection de Rinaldo Cruzado                  | Buts en sélection de Rinaldo Cruzado | Buts en sélection de Rinaldo Cruzado | Buts en sélection de Rinaldo Cruzado | Buts en sélection de Rinaldo Cruzado |
|                                      | Date                                 | Lieu                                                  | Adversaire                           | Score                                | Résultat                             | Compétition                          |
| ------------------------------------ | ------------------------------------ | ----------------------------------------------------- | ------------------------------------ | ------------------------------------ | ------------------------------------ | ------------------------------------ |
| 1.                                   | 2 septembre 2011                     | Estadio Nacional, Lima (Pérou)                        | Bolivie                              | 1-1                                  | 2-2                                  | Amical                               |
| 2.                                   | 6 février 2013                       | Ato Boldon Stadium, Port of Spain (Trinité-et-Tobago) | Trinité-et-Tobago                    | 2-0                                  | 2-0                                  | Amical                               |

NB : Les scores sont affichés sans tenir compte du sens conventionnel en cas de match à l'extérieur (Pérou-Adversaire).

## Palmarès

### En club
| Alianza Lima - Championnat du Pérou (4) : - Champion : 2003, 2004, 2006 et 2017. |  | Esteghlal Téhéran - Championnat d'Iran (1) : - Champion : 2009. |  | Juan Aurich - Championnat du Pérou (1) : - Champion : 2011. |  | Newell's Old Boys - Championnat d'Argentine (1) : - Champion : 2013 (Torneo final). |

### En équipe nationale
Pérou
- Copa América :
  - Troisième : 2011.